# Eudraces
Eudraces är ett släkte av skalbaggar. Eudraces ingår i familjen vivlar.
Kladogram enligt Catalogue of Life:
| Eudraces | \| \| Eudraces faurei \| \| \| \| \| \| Eudraces flavirostris \| \| \| \| |
|          | \| \| Eudraces faurei \| \| \| \| \| \| Eudraces flavirostris \| \| \| \| |
|          | Eudraces faurei                                                           |
|          |                                                                           |
|          | Eudraces flavirostris                                                     |
|          |                                                                           |